# Live Oak County
Das Live Oak County ist ein County im Bundesstaat Texas der Vereinigten Staaten. Das U.S. Census Bureau hat bei der Volkszählung 2020 eine Einwohnerzahl von 11.335 ermittelt. Der Sitz der County-Verwaltung (County Seat) befindet sich in George West.

## Geographie
Das County liegt südöstlich des geographischen Zentrums von Texas, etwa 50 km vor dem Golf von Mexiko und im Südwesten etwa 100 km vor der Grenze zu Mexiko. Es hat eine Fläche von 2794 Quadratkilometern, wovon 110 Quadratkilometer Wasserfläche sind. Es grenzt im Uhrzeigersinn an die folgende Countys: Karnes County, Bee County, San Patricio County, Jim Wells County, Duval County, McMullen County und Atascosa County.

## Geschichte
Menschen leben in diesem Gebiet seit über 11.000 Jahren. Bis in die frühen 1800er Jahre wurden die Coahuiltecan Indianer durch die Lipan Apachen, andere zuwandernde Indianer und die Spanier vom Gebiet verdrängt.
Live Oak County wurde am 2. Februar 1856 aus Teilen des Nueces County und San Patricio County gebildet. Benannt wurde es nach der Virginia-Eiche (Live Oak), die in dieser Gegend häufig vorkommt.
Drei Bauwerke und Stätten im County sind im National Register of Historic Places („Nationales Verzeichnis historischer Orte“; NRHP) eingetragen (Stand 26. November 2021), das Fort Merrill, das Live Oak County Jail und die Pagan Site, 41 LK 58.

## Demografische Daten

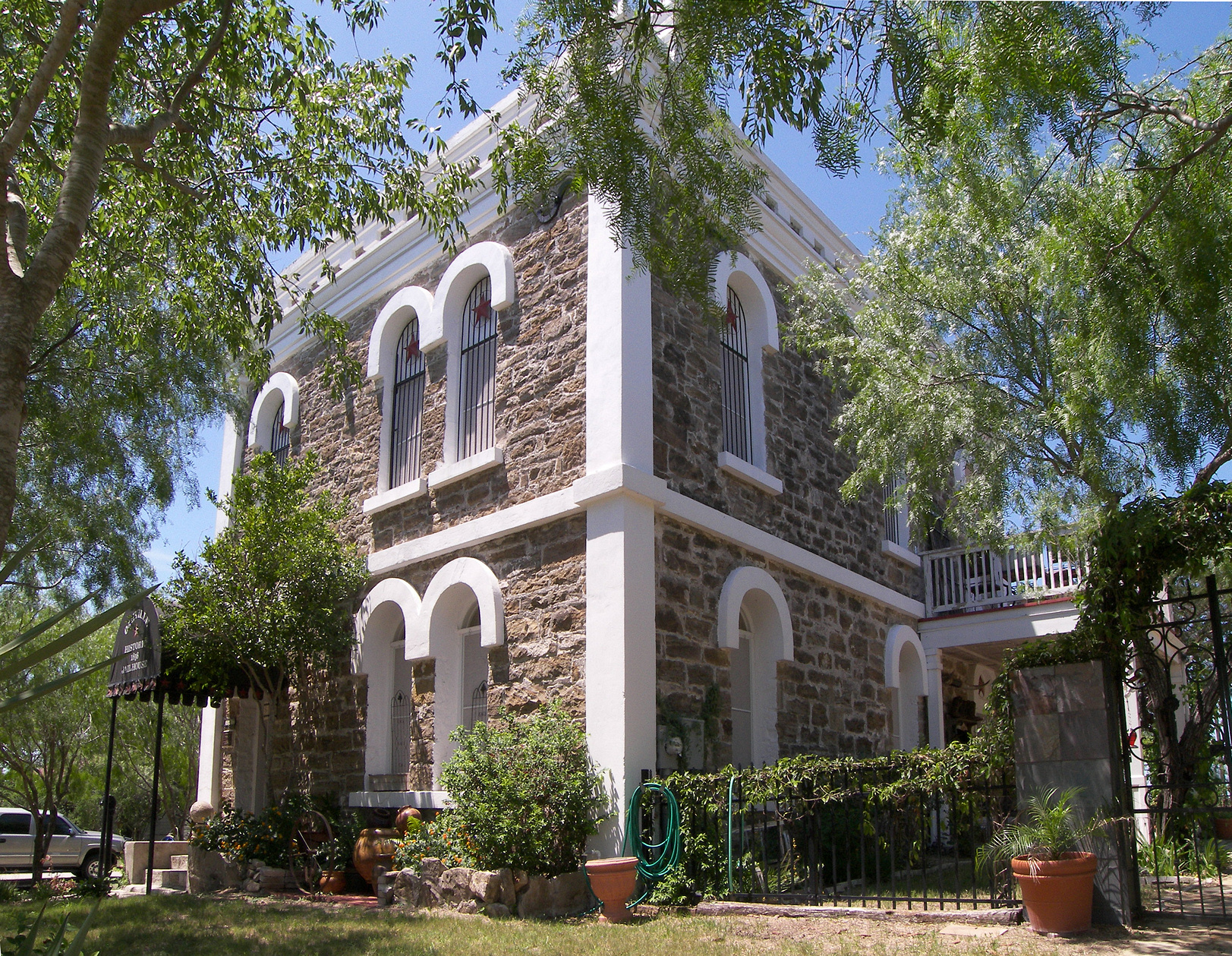
Live Oak County Jail (Bezirksgefängnis des Live Oak Countys), gelistet im NRHP mit der Nr. 04000098

Nach der Volkszählung im Jahr 2000 lebten im Live Oak County 12.309 Menschen in 4.230 Haushalten und 3.070 Familien. Die Bevölkerungsdichte betrug 5 Einwohner pro km². Ethnisch betrachtet setzte sich die Bevölkerung zusammen aus 87,28 Prozent Weißen, 2,45 Prozent Afroamerikanern, 0,41 Prozent Indianern, 0,19 Prozent Asiatischen Amerikanern, 0,02 Prozent Pazifischen Insulanern und 7,72 Prozent aus anderen ethnischen Gruppen; 1,94 Prozent stammten von zwei oder mehr Ethnien ab. 38,05 Prozent der Einwohner waren spanischer oder lateinamerikanischer Abstammung.
Von den 4.230 Haushalten hatten 30,9 Prozent Kinder oder Jugendliche, die mit ihnen zusammen lebten. 60,1 Prozent waren verheiratete, zusammenlebende Paare 8,7 Prozent waren allein erziehende Mütter und 27,4 Prozent waren keine Familien. 23,9 Prozent waren Singlehaushalte und in 12,4 Prozent lebten Menschen im Alter von 65 Jahren oder darüber. Die durchschnittliche Haushaltsgröße betrug 2,53 und die durchschnittliche Familiengröße betrug 3,00 Personen.
22,3 Prozent der Bevölkerung war unter 18 Jahre alt, 9,5 Prozent zwischen 18 und 24, 27,1 Prozent zwischen 25 und 44, 25,1 Prozent zwischen 45 und 64 und 16,0 Prozent waren 65 Jahre alt oder älter. Das Medianalter betrug 39 Jahre. Auf 100 weibliche Personen kamen 122,2 männliche Personen und auf 100 Frauen im Alter von 18 Jahren oder darüber kamen 129,8 Männer.

Das jährliche Durchschnittseinkommen eines Haushalts betrug 32.057 USD, das Durchschnittseinkommen einer Familie betrug 38.235 USD. Männer hatten ein Durchschnittseinkommen von 30.061 USD, Frauen 19.665 USD. Das Prokopfeinkommen betrug 15.886 USD. 14,1 Prozent der Familien und 16,5 Prozent der Einwohner lebten unterhalb der Armutsgrenze.

## Städte und Gemeinden
- Argenta
- Clegg
- Dinero
- Esseville
- George West
- Ike
- Mount Lucas
- Nell
- Oakville
- Pernitas Point
- Ray Point
- Simmons
- Three Rivers
- Whitsett